# Liste der Biografien/Weu
Liste der Biografien |
Portal Biografien |
Personensuche
# |
A |
B |
C |
D |
E |
F |
G |
H |
I |
J |
K |
L |
M |
N |
O |
P |
Q |
R |
S |
T |
U |
V |
W |
X |
Y |
Z |
?
 
Wa |
Wc |
Wd |
We |
Wh |
Wi |
Wj |
Wl |
Wn |
Wo |
Wr |
Ws |
Wt |
Wu |
Ww |
Wy |
Wz
 
Wea |
Web |
Wec |
Wed |
Wee |
Wef |
Weg |
Weh |
Wei |
Wej |
Wek |
Wel |
Wem |
Wen |
Weo |
Wep |
Wer |
Wes |
Wet |
Weu |
Wev |
Wew |
Wex |
Wey |
Wez
Die Liste der Biografien führt alle Personen auf, die in der deutschsprachigen Wikipedia einen Artikel haben. Dieses ist eine Teilliste mit 10 Einträgen von Personen, deren Namen mit den Buchstaben „Weu“ beginnt.

## Weu
- Weu, Otto (1903–1979), deutscher Musikpädagoge und Kirchenmusiker

### Weug
- Weug, Maya (* 2004), niederländisch-belgisch-spanische RennfahrerinMaya Weug (* 2004)

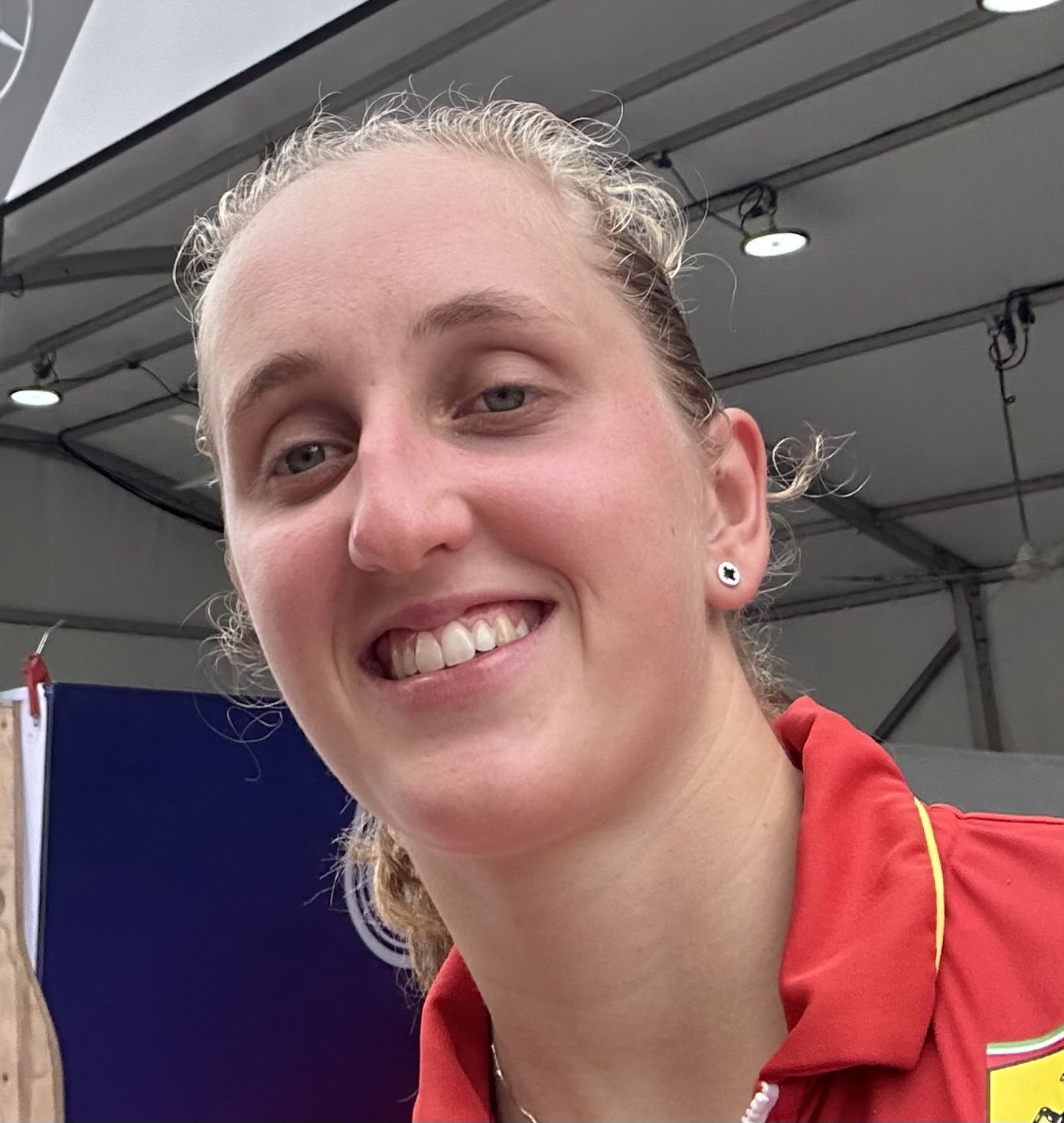
Maya Weug (* 2004)

### Weul
- Weule, Hartmut (* 1940), deutscher Verfahrensingenieur
- Weule, Heinrich (1816–1896), deutscher Maschinenfabrikant
- Weule, Karl (1864–1926), deutscher Geograph und Ethnologe
- Weule, Kerstin (* 1966), deutsch-amerikanische Triathletin und Weltmeisterin im Xterra-Cross-Triathlon (2000)

### Weur
- Weurlander, Fridolf (1851–1900), finnischer Landschaftsmaler der Düsseldorfer Schule

### Weus
- Weuste, Christian (1789–1862), Bürgermeister von Mülheim an der Ruhr
- Weusthof, Roderick (* 1982), niederländischer Hockeyspieler
- Weusthoff, Friedrich Ludwig (1795–1879), deutscher Kaufmann